# Константинов, Иван Никифорович
Иван Никифорович Константинов (1 января 1920, село Карган современный Каргатский район Новосибирской области — 1984, Новосибирск) — советский военный лётчик, участник Великой Отечественной войны, Народный герой Югославии.

## Биография
Родился 1 января 1920 года в селе Карган будущего Каргатского района Новосибирской области. Выпускник Новосибирского техникума физкультуры, аэроклуба (1938) и Новосибирской военно-авиационной школы пилотов (1940).
С июля 1942 года находился на фронте. Служил в 14-м гвардейском полку дальнебомбардировочной авиации. Сделал 249 дальних боевых вылетов для бомбардировки тыла противника. Участник освобождения Румынии, Югославии и Венгрии.
С 1951 по 1959 год — работник Новосибирского авиационного предприятия (пилот самолёта Ил-12).
Умер в 1984 году в Новосибирске.

## Награды
Шесть благодарностей Верховного Главнокомандующего И. В. Сталина: за участие в освобождении Смоленска, разгроме танковой группировки противника возле Будапешта, прорыве вражеской обороны близ венгерского озера Балатон, а также за сражение и взятие венгерских, австрийских и чехословацких городов.
Три ордена Красного Знамени, ордена Красной Звезды, Отечественной войны 1-й степени и «Народный герой Югославии», медали.